# Ja'akov Riftin
Ja'akov Riftin (hebrejsky: יעקב ריפתין, žil 16. března 1907 – 14. května 1978) byl izraelský politik a poslanec Knesetu za stranu Mapam.

## Biografie
Narodil se v obci Wólka Profecka v tehdejší Ruské říši (dnes Polsko). Vystudoval střední školu. V roce 1929 přesídlil do dnešního Izraele. Od roku 1931 žil v kibucu Ejn Šemer.

## Politická dráha
Byl aktivní v sionistickém hnutí ha-Šomer ha-ca'ir, patřil k jeho vůdcům v Polsku. Po přesídlení do dnešního Izraele byl členem výkonného výboru odborové centrály Histadrut, členem parlamentního shromáždění Asifat ha-nivcharim a Židovské národní rady. V roce 1947 byl členem delegace k OSN, později byl členem a politickým tajemníkem izraelské delegace u OSN (v letech 1948–1954).
V izraelském parlamentu zasedl poprvé už po volbách v roce 1949, do nichž šel za Mapam. Byl členem parlamentního výboru pro zahraniční záležitosti a obranu. Mandát obhájil za Mapam ve volbách v roce 1951. Byl členem výboru pro zahraniční záležitosti a obranu a výboru práce. Znovu se do Knesetu dostal po volbách v roce 1955, opět na kandidátce Mapam. Byl předsedou výboru pro záležitosti vnitra, podvýboru pro zakázky ve veřejné správě a podvýboru pro odhalování odposlouchávacích zařízení a tajných stranických výzvědných služeb. Zasedal jako člen ve výboru finančním a výboru práce. Za Mapam uspěl také ve volbách v roce 1959. Byl opět předsedou výboru pro záležitosti vnitra. Dále předsedal podvýboru pro pracovní úrazy. Stal se členem výboru práce. V parlamentu se objevil i po volbách v roce 1961, kdy kandidoval opět za Mapam a kdy opětovně usedl na post předsedy výboru pro záležitosti vnitra a podvýboru pro pracovní úrazy. Byl také nadále členem výboru práce. Kromě toho přesedal podvýboru pro plánování výstavby měst. Ve volbách v roce 1965 poslanecký mandát neobhájil. Představoval levé křídlo strany Mapam. V roce 1968, po vytvoření levicové střechové platformy Ma'arach, odešel ze strany a vytvořil vlastní formaci Levicová nezávislá socialistická sionistická unie.